# Leptomesosa langana
Leptomesosa langana är en skalbaggsart som först beskrevs av Maurice Pic 1917.  Leptomesosa langana ingår i släktet Leptomesosa och familjen långhorningar. Inga underarter finns listade i Catalogue of Life.